# Herbert A. Hauptman
Herbert Aaron Hauptman (New York, 14 februari 1917 – Buffalo (New York), 23 oktober 2011) was een Amerikaans wiskundige. Hij ontving de Nobelprijs voor de Scheikunde in 1985 samen met Jerome Karle voor hun ontwikkeling van directe methodes voor de bepaling van kristalstructuren.

## Biografie
Hauptman werd geboren in het New Yorkse stadsdeel The Bronx als oudste kind van Leah Rosenfeld en Israel Hauptman. Hij had twee broers, Manuel en Robert. Van jongs af aan was hij geïnteresseerd in de wetenschap en wiskunde die hij voortzette op de Townsend Harris High School. In 1937 behaalde hij zijn bachelordiploma aan de City College of New York en twee jaar later zijn mastergraad in de wiskunde aan de Columbia-universiteit.
Na de oorlog begon hij een samenwerking met de scheikundige Jerome Karle, een voormalig studiegenoot van City College, aan het Naval Research Laboratory (Marine Onderzoekslaboratorium) in Washington D.C. Gelijktijdig volgde hij in de avonduren een promotiestudie aan de Universiteit van Maryland. De combinatie van wiskunde en fysische scheikundige expertise stelden Karle en hem in staat om het probleem van röntgenkristallografie (de studie naar de formatie en driedimensionale structuur van kristallen) frontaal te tackelen.
In 1955 ontving hij zijn Ph.D. in de wiskunde en werd de fundatie gelegd van de directe methode in de röntgenkristallografie. Hun in 1953 gepubliceerde monografie "Solution of the Phase Problem. I. The Centrosymmetric Crystal", bevatte de voornaamste ideeën waarvan de belangrijkste ervan de introductie was van de waarschijnlijkheidsmethoden via de ontwikkeling van de Sayre-vergelijking. Hun methodes waren met name bruikbaar voor onderzoekers die werkten met hormonen, antibiotica en vitamines.
In 1970 voegde Hauptman zich bij de kristallografiegroep van de Medical Foundation of Buffelo (sinds 1994 het Hauptman-Woodward-Institute) waarvan hij twee jaar later onderzoeksdirecteur werd en president in 1988. Gedurende het eerste jaar van deze periode formuleerde hij het buurprincipe en extensieconcept. Deze theorieën werden verder ontwikkelt gedurende de daarop volgende jaren.
Hauptman was gehuwd met de onderwijzeres Edith Citrynell, samen kregen ze twee dochters, Barbara (geboren 1947) en Carol Fullerton (geboren 1950). Hij overleed op 94-jarige leeftijd in Buffalo (New York).

## Werken
- Crystal Structure Determination: The Role of Cosine Semivariants (1972)
- 101 Great Ideas for Introducing Key Concepts in Mathematics (2001, met Alfred S Posamentier)
- Combinatorial Image Analysis (2008, met Reneta P. Barneva en Valentin E. Brimkov)
- On the Beauty of Science (2008)

1901: Van 't Hoff ·
1902: E. Fischer ·
1903: Arrhenius ·
1904: Ramsay ·
1905: Baeyer ·
1906: Moissan ·
1907: Buchner ·
1908: Rutherford ·
1909: Ostwald ·
1910: Wallach ·
1911: Curie ·
1912: Grignard, Sabatier ·
1913: Werner ·
1914: Richards ·
1915: Willstätter ·
1918: Haber ·
1920: Nernst ·
1921: Soddy ·
1922: Aston ·
1923: Pregl ·
1925: Zsigmondy ·
1926: Svedberg ·
1927: Wieland ·
1928: Windaus ·
1929: Harden, Euler-Chelpin ·
1930: H. Fischer · 
1931: Bosch, Bergius ·
1932: Langmuir ·
1934: Urey ·
1935: F. Joliot-Curie, I. Joliot-Curie ·
1936: Debye ·
1937: Haworth, Karrer ·
1938: Kuhn ·
1939: Butenandt, Ružička ·
1943: Hevesy · 
1944: Hahn ·
1945: Virtanen ·
1946: Sumner, Northrop, Stanley ·
1947: Robinson · 
1948: Tiselius · 
1949: Giauque ·
1950: Diels, Alder ·
1951: McMillan, Seaborg ·
1952: Martin, Synge ·
1953: Staudinger ·
1954: Pauling ·
1955: Vigneaud ·
1956: Hinshelwood, Semjonov ·
1957: Todd ·
1958: Sanger ·
1959: Heyrovský ·
1960: Libby ·
1961: Calvin ·
1962: Perutz, Kendrew ·
1963: Ziegler, Natta ·
1964: Hodgkin ·
1965: Woodward ·
1966: Mulliken ·
1967: Eigen, Norrish, Porter ·
1968: Onsager ·
1969: Barton, Hassel ·
1970: Leloir ·
1971: Herzberg ·
1972: Anfinsen, Moore, Stein · 
1973: E.O. Fischer, Wilkinson · 
1974: Flory ·
1975: Cornforth, Prelog ·
1976: Lipscomb ·
1977: Prigogine · 
1978: Mitchell ·
1979: Brown, Wittig ·
1980: Berg, Gilbert, Sanger ·
1981: Fukui, Hoffmann ·
1982: Klug ·
1983: Taube ·
1984: Merrifield ·
1985: Hauptman, Karle ·
1986: Herschbach, Lee, Polanyi ·
1987: Cram, Lehn, Pedersen ·
1988: Deisenhofer, Huber, Michel ·
1989: Altman, Cech ·
1990: Corey ·
1991: Ernst ·
1992: Marcus ·
1993: Mullis, Smith ·
1994: Olah ·
1995: Crutzen, Molina, Rowland ·
1996: Curl, Kroto, Smalley ·
1997: Boyer, Walker, Skou ·
1998: Kohn, Pople ·
1999: Zewail ·
2000: Heeger, MacDiarmid, Shirakawa ·
2001: Knowles, Noyori, Sharpless ·
2002: Fenn, Tanaka, Wüthrich ·
2003: Agre, MacKinnon ·
2004: Ciechanover, Hershko, Rose ·
2005: Grubbs, Schrock, Chauvin ·
2006: Kornberg ·
2007: Ertl ·
2008: Shimomura, Chalfie, Tsien ·
2009: Steitz, Yonath, Ramakrishnan ·
2010: Heck, Negishi, Suzuki ·
2011: Shechtman ·
2012: Kobilka, Lefkowitz ·
2013: Karplus, Levitt, Warshel ·
2014: Betzig, Hell, Moerner ·
2015: Lindahl, Modrich, Sancar ·
2016: Sauvage, Stoddart, Feringa ·
2017: Dubochet, Frank, Henderson · 
2018: Arnold, Winter, Smith ·   
2019: Goodenough, Whittingham, Yoshino ·
2020: Charpentier, Doudna ·
2021: List, MacMillan ·
2022: Bertozzi, Meldal, Sharpless ·
2023: Bawendi, Brus, Jekimov ·
2024: Baker, Hassabis, Jumper